# Hemibagrus imbrifer
Hemibagrus imbrifer és una espècie de peix de la família dels bàgrids i de l'ordre dels siluriformes.

## Morfologia
Els mascles poden assolir els 18,7 cm de longitud total.

## Distribució geogràfica
Es troba a Àsia: conca del riu Salween.